# ポルツ＝ヤハ
ポルツ＝ヤハ (ロシア語: Порц-Яха)とは、ロシア連邦ヤマロ・ネネツ自治管区ヤマル地区の非法人地域にある村。人口は12人（2010年）。